# Полянская улица (Киев)
Полянская улица — улица в Шевченковском районе города Киева, местность Сырец. Начинается в квартале между улицами Бакинской и Елены Телиги и проходит до конца застройки.
Присоединяются улицы Бакинская, Академика Ивахненко и Бугорная.

## История
Улица возникла в середине XX века под названием 443-я Новая. Современное название — с 1944 года.